# 엄집
엄집(嚴緝, 1635년 ∼ 1710년)은 조선의 문신이다. 본관은 영월(寧越). 자는 경지(敬止), 호는 만회(晩悔)이다. 형조판서(刑曹判書), 공조판서(工曹判書)와 좌참찬 등을 역임하였다. 시호는 정헌(貞憲)이다.

## 생애
1673년(현종 14) 춘당대시(春塘臺試) 문과에 병과로 급제하였다.
1678년(숙종 4) 정언(正言)이 되고, 부교리(副校理)·사간·집의(執義)·승지 등 주로 삼사(三司) 청화직(淸華職)에 출입하였다.
1689년(숙종 15) 전라도 관찰사(全羅道觀察使)를 지내고, 1693년 승지(承旨)로서 붕당(朋黨)의 폐해를 지적하였다. 이어 대사간(大司諫)을 지내고, 1696년 개성부 유수에 승진되었다가 1698년 도승지로 전임되었다.
1701년(숙종 27) 형조 판서(刑曹判書)를 거쳐 공조판서(工曹判書)에 올라 장희빈(張禧嬪)을 논죄하였다. 다음해 의정부좌참찬과 예조판서를 역임한 뒤 1706년 우참찬, 1707년 대사헌(大司憲)이 되었다.
엄집은 청렴하고 근신하여 스스로 신칙(申飭)하였다. 만년(晩年)에는 병이 들어 종사(從仕)하지 못하였는데, 좌의정 서종태(徐宗泰)가 그 실상을 아뢰자 왕이 적당한 약물(藥物)을 주도록 하였다. 결국 1710년 졸(卒)하니, 나이 76세였다.